# أسامه بن معمر
أسامه بن معمر (3 أغسطس 1994)، هو لاعب كرة قدم تونسي.
لعب سابقاً في هلال مساكن وجندوبة ومستقبل قصرين والهلال الشابي والأولمبي الباجي واحترف في السعودية في نادي حطين السعودي ونادي التهامي ونادي جبة.